# Hibiscus lunariifolius
Hibiscus lunariifolius är en malvaväxtart som beskrevs av Carl Ludwig von Willdenow. Hibiscus lunariifolius ingår i Hibiskussläktet som ingår i familjen malvaväxter. Inga underarter finns listade i Catalogue of Life.

## Bildgalleri

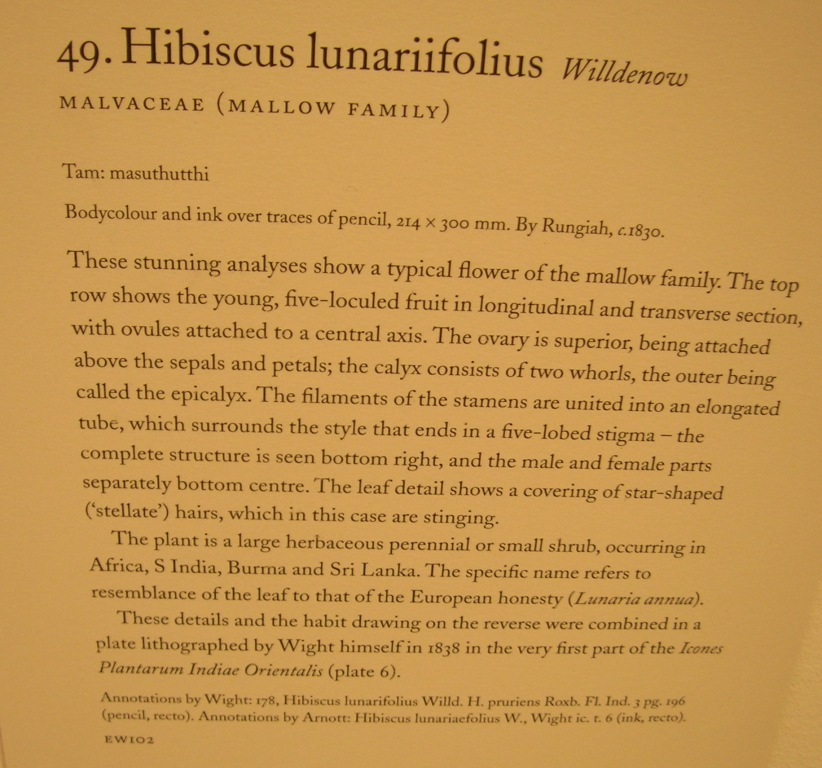
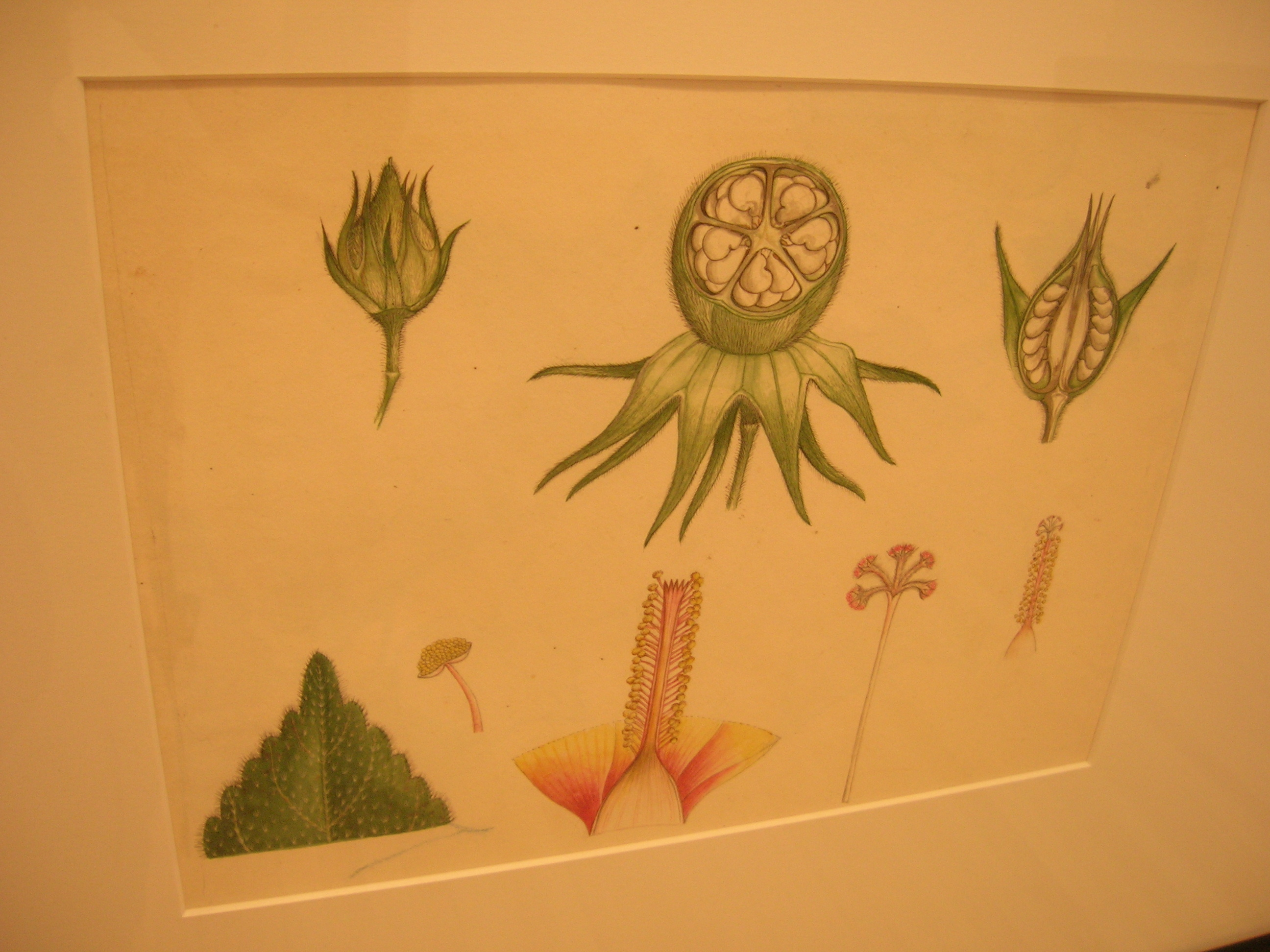